# Pannychis sericeus
Pannychis sericeus – gatunek chrząszcza z rodziny kózkowatych i podrodziny zgrzypikowych. Jedyny przedstawiciel rodzaju Pannychis.

## Zasięg występowania
Gatunek ten występuje w Meksyku, notowany w stanach Chihuahua, Jalisco, Guerrero, Veracruz, Michoacán, Puebla oraz Oaxaca.